# صانعيات الماء
صانعيات الماء (بالإنجليزية: Aquificales)‏ هي رتبة من البكتيريا تتبع شعبة البكتيريا صانعة الماء وتضم عائلتين:
- - عائلة صانعات الماء (بالإنجليزية: Aquificaceae)‏
  - عائلة مستحرات صانعات الماء (بالإنجليزية: Hydrogenothermaceae)‏